# 蒸気機関
蒸気機関（じょうききかん）は、ボイラーで発生した蒸気のもつ熱エネルギーを機械的仕事に変換する熱機関の一部であり、ボイラ等と組み合わせて一つの熱機関となる。作業物質である水を外部より加熱する外燃機関に分類される。
蒸気機関には、蒸気をシリンダに導き、ピストンを往復運動させる往復動型のものと、蒸気で羽根車をまわすタービン型のものとが存在する。本稿では主として往復動型のものを説明する。タービン型のものについては蒸気タービンを参照のこと。

## 歴史

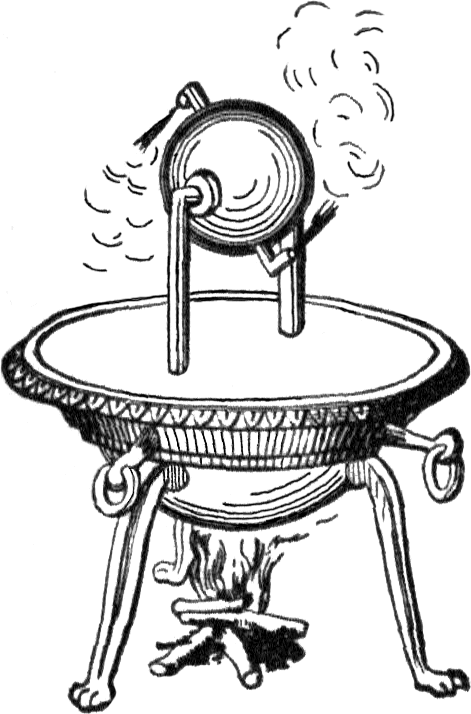
ヘロンの蒸気機関

古代アレクサンドリアの工学者・数学者であったヘロン（10年頃 - 70年頃）が考案したさまざまな仕掛けの中に、「ヘロンの蒸気機関」と呼ばれるものが存在する。これは、蒸気を噴出し、円周で回転力を得るものである。これが記録に残っているものとしては人類史上に蒸気機関が登場した最初のものであるとされる。なお、ヘロンの蒸気機関は蒸気タービンの一種であり、レシプロ式のものではなかった。

### ドニ・パパンの蒸気機関模型

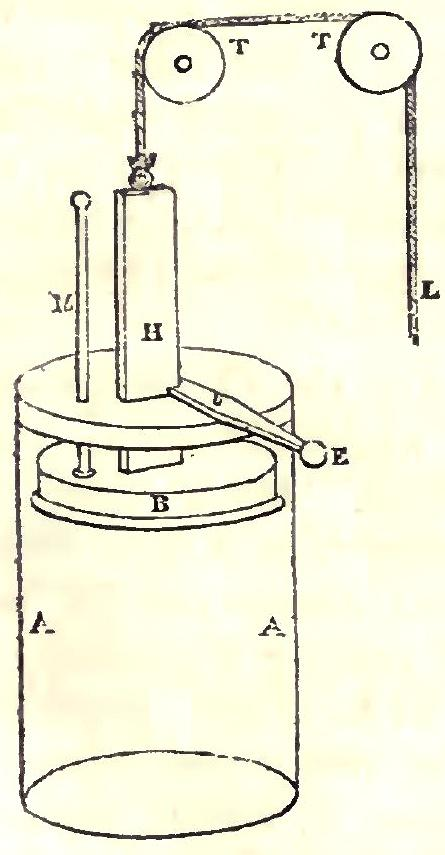
パパンの蒸気機関

フランス生まれでのちにイギリス等へ移った物理学者であるドニ・パパン(Denis Papin 1647年-1712年頃)は、ヘッセン＝カッセル方伯領（現ドイツ）に滞在していた1690年に、当時知られていた大気の力を動力として利用する手段として蒸気を用いる方法を考案して、その模型を製作し、ロンドン王立協会で発表した。これは、ゲーリケのマクデブルクの半球などで実証されていた大気の力を取り出すための真空を実現するために、水の蒸気の凝縮現象を利用するというもので、真空と大気圧との差をピストンとシリンダーを用いて取り出そうとしたものであり、その後の蒸気機関の基本的な原理となった。しかし、パパンの模型はシリンダーそのものを火で加熱し、水をかけて冷却するというものであり、実用には遠いものであった。セイヴァリが別の機関を発表した後は、パパンもセイヴァリ類似の方式を試みるようになった。

### セイヴァリの"火の機関"

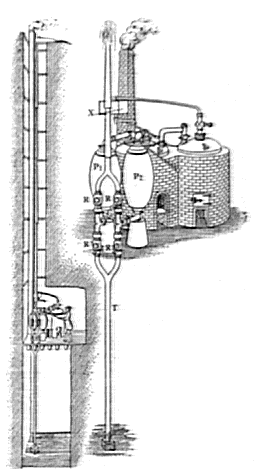
セイヴァリの蒸気機関

イギリスの海軍軍人で発明家のトマス・セイヴァリ(Thomas Savery、1650年頃-1715年)は、1698年に「火の機関(セイヴァリ機関)」を開発し、国王の前での実験に成功し、特許を取得した。これは、ドニ・パパンの蒸気機関とは異なってピストンやシリンダなどは持たず、容器内の蒸気の凝縮による負圧で下方の配管から水を吸い上げ、それを再度蒸気の圧力で押しだして別の配管で上方へ排出するものであった。セイヴァリはこれを鉱山の排水その他に活用しようとしたが、いくつかの原理的欠点があり、低揚程で小水量の限られた用途でしか成功しなかった。しかし、彼が取得した特許は「火力によって揚水する装置」という実に広範かつ無限定のものであったため、その後のニューコメンらの機関は1733年の失効に至るまでの間この特許のもとで建造・稼動することとなった。

### ニューコメンの蒸気機関

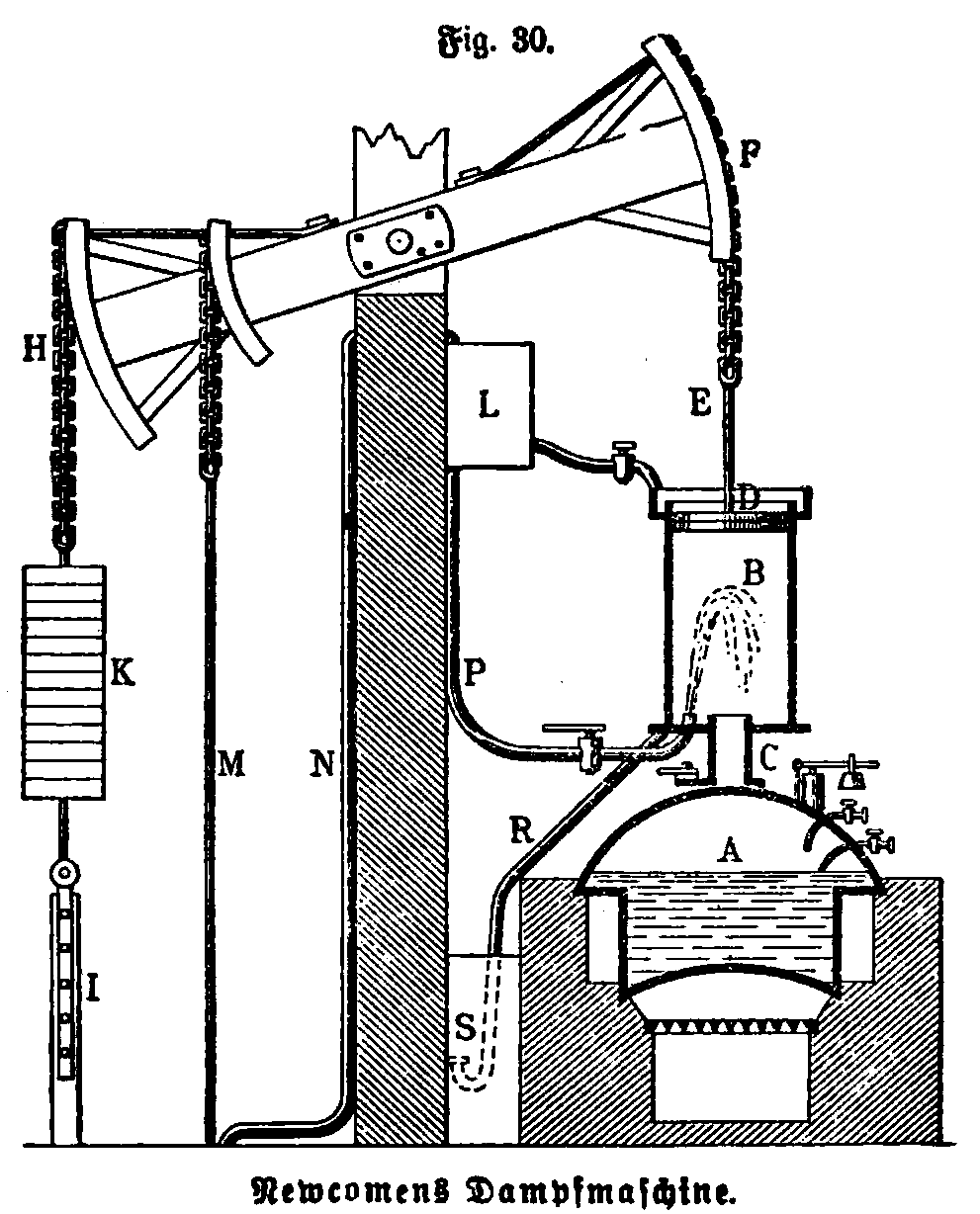
ニューコメンの蒸気機関

イギリスの発明家・技術者であるトマス・ニューコメン（Thomas Newcomen、1664年2月24日-1729年8月5日)は、1712年に、鉱山の排水用として実用になる最初の蒸気機関を製作した。
この蒸気機関は、パパンやセイヴァリの蒸気機関をさらに発展させたものであり、ボイラとは別に設けたシリンダーの蒸気に冷水を吹き込んで冷やし、蒸気が凝縮して生じる真空（大気圧）でピストンを吸引し、頂部の大きなてこを介して、その力で坑道からの揚水ポンプを駆動するものであった。原理的にはパパンの蒸気機関のシリンダーからボイラーを分離して、継続的に運転できるようにしたものであり、ニューコメン独自のアイデアとして、蒸気中へ冷水を直接噴射して冷却する方式、大てこの動きを利用した自動運転方式等が挙げられる。その後の産業革命の動力を担った蒸気機関の実質的な発明とされている。
セイヴァリは大気圧を超える蒸気の圧力を用いて水を排出しようとしたが、ニューコメンは大気圧の蒸気とその凝縮により生じる真空だけを利用した。当時の技術では、ある程度の高圧に耐え得るボイラが作れなかったため、この方式だけが実用化できた。発明の動機がニューコメンが住んでいた村の鉱山のわき水を汲み出す、自動の「つるべ井戸」であったために往復運動を回転運動に変えていない。運転速度は、毎分12サイクル程度であったという。なお冷水で冷やすときシリンダーも冷えるので燃料効率は低く、掘り出した石炭のうち実に1/3程度がこの揚水ポンプのために消費された。熱効率は1%にも達しない程度であった。
ニューコメン機関は1733年までセイヴァリの特許のもとで建造され、その後も含めて多くの技術者・科学者が建造・改良に関わった。1769年にワットがその改良特許を取得して以降も、ワット機関より多くのニューコメン機関が建造され、18 世紀の間でイギリスおよびヨーロッパの各地で建造されたニューコメン機関は、1500 から 2000 台にのぼった。

#### 動作
1. 錘Kの重さでピストンDが上がり、ボイラーAの蒸気がシリンダーBの中に入る。
2. ピストンDが上死点になったところで栓Cが閉じられる。
3. タンクLから管Pを通ってシリンダーB内に冷水が導かれ、シリンダーB内の蒸気が水に戻される。この水は管Rを通ってSに溜められる。
4. 3.によりシリンダー内部の圧力が下がり、大気圧によってピストンDが下げられる。（負圧の発生）
5. 4.のピストンDが下がる時の力により、反対側にある錘KとピストンMを引き上げる（負圧の利用）。ピストンMによって汲み上げられた水の一部はNを通ってタンクLに溜められ、3.の行程に使われる。
6. ピストンDが下死点になったところで栓Cが開いて再び1.に戻り、このサイクルを繰り返す。

- 参考
  - 細川武志『蒸気機関車メカニズム図鑑』グランプリ出版 10頁, ISBN 978-4-87687-317-3

### ワットの蒸気機関と普及

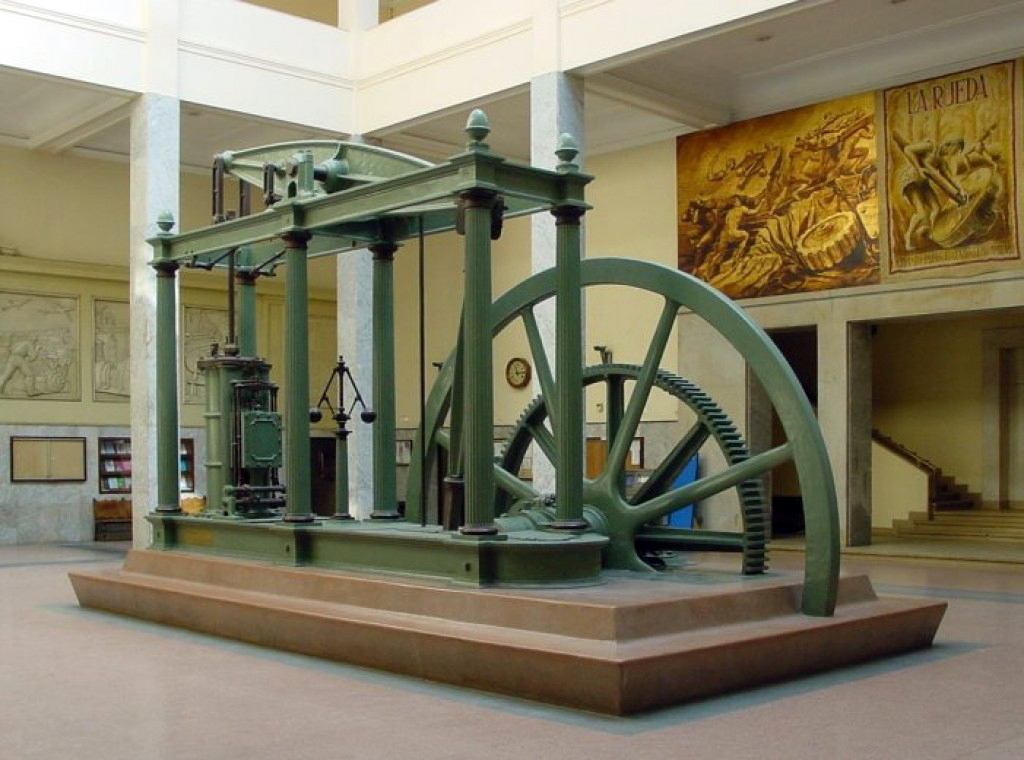
ワットの蒸気機関

イギリス・スコットランドのエンジニアであるジェームズ・ワット（James Watt, 1736年1月19日 - 1819年8月19日）は、1769年に新方式の蒸気機関を開発した。これはニューコメンの蒸気機関から復水器を独立させ蒸気を冷やす事でシリンダーを高温に保つことに成功したもので、ニューコメン機関に比べ燃料が4分の1で済むようになり、大幅に効率が増した。さらに負圧だけでなく正圧の利用、往復運動から回転運動への変換、フィードバックとしての調速機の利用による動作の安定などの改良をしている。
蒸気機関の誕生以前の炭鉱では馬が動力として利用されていたが、飼葉代が高騰した際に、炭鉱経営者が馬に代わる動力として安価に入手出来る石炭を利用できる蒸気機関に着目したことが蒸気機関の普及を促進させたとも言われている。またワットは、定置動力としての蒸気機関を市場に供給するにあたり、後年における設備リース的な手法でエンジンを顧客に提供する手段も用いて普及を推し進めた。
それまで存在しなかった「馬力」という単位・尺度もワットの考案である。個々のエンジンの性能価値を算定するため、標準的な荷役馬の力も参考に、一定時間の仕事率を指標として作り出された重要な概念であった。その後、蒸気機関に限らずさまざまな動力の尺度に広く用いられることになった。
蒸気機関ではボイラーの爆発事故が多く起きたため、ワットはある程度以上の高圧の使用に反対した。蒸気圧を大きく高めて使う時代がきたのはワットの特許が切れてからである。ワットなどによって用途の広がった蒸気機関は、水力に頼らない工場の立地や交通機関への応用（都市化の進展、機関車、蒸気船）など、産業革命・工業化社会の原動力になるとともに、燃料である石炭を時代の主役に押し上げた。

### 蒸気機関の普及と産業革命
ワットの蒸気機関の特許が1800年に失効すると、リチャード・トレヴィシックらがさっそく高圧蒸気機関の開発に成功し、蒸気機関の出力は大きく向上した。この蒸気機関は高圧蒸気で直接機関を動かし、復水器を廃止したものだった。その後も改良は続けられ、1849年にはアメリカのジョージ・コーリスが吸気弁と排気弁を改良したコーリス蒸気機関によってさらに大幅に効率が改善された。

### 移動手段としての利用
また、こうした蒸気機関の性能向上のほかに、蒸気機関を交通機関に使用する試みも盛んに行われていた。交通機関への転用で最も早く実用化されたのは蒸気船であった。蒸気船は1783年にフランスのクロード・ジョフロワ・ダバンが試験走行に成功したのち、幾人かが実用化を試みたが、ロバート・フルトンが1807年にハドソン川で外輪型蒸気船の航行に成功し、実用化に成功した。初期の蒸気船は外輪船だったが、これは外海の荒波と相性が悪く、航行は内陸河川に限られていた。やがて外輪の改良によって蒸気船は外洋航行が可能になったが、1840年代に入るとより高速を得られ安定性も高いスクリュープロペラが主流となり、さらに1860年代に高性能の船舶用蒸気機関が登場することで、蒸気船は全盛期にあった帆船を駆逐して主要な海洋交通手段となった。
ついで蒸気機関は陸上交通機関にも応用されるようになった。前述のリチャード・トレヴィシックは鉱山などに敷設されていた馬車鉄道に蒸気による交通機関を走らせることを構想し、1804年には世界初の蒸気機関車を発明した。これは実用的なものにはならなかったものの、以後改良が重ねられ、1825年にはジョージ・スチーブンソンによってストックトン・アンド・ダーリントン鉄道に蒸気機関車が走り、ついで1829年にはリバプール・アンド・マンチェスター鉄道に使用する機関車のコンテストでロバート・スチーブンソンの設計したロケット号が優勝し、翌1830年に営業を開始した。ロケット号には革新的な技術が使用されており、以後の蒸気機関車の基準となった。またリバプール・アンド・マンチェスター鉄道も大成功をおさめ、これによって蒸気機関車とそれの走る鉄道という組み合わせが完成し、瞬く間に世界中に普及した。
なお、蒸気機関を自動車に使用する案は蒸気船や蒸気機関車よりもさらに古く、1769年にはフランスのニコラ＝ジョゼフ・キュニョーが世界初の蒸気自動車であるキュニョーの砲車を開発したが、実用化には失敗した。以後、およそ100年以上にわたって蒸気自動車の開発は続けられ、19世紀末には電気自動車や各種内燃機関の自動車としのぎを削ったが、1910年代前半にはガソリン自動車との競争に敗れ姿を消した。
この時代のプレス機械や蒸気ハンマーには、蒸気機関の回転運動で作動する方式の他に、蒸気圧でピストンを直動させる（液圧を介する場合もある）方式もあった。

### レシプロ式蒸気機関の落日と蒸気タービンへの移行
しかしその後、19世紀から20世紀にはいる頃から、電気動力・内燃機関動力が発達をしはじめた。蒸気機関は、ボイラー、復水器などの付帯設備が大きいこと、（それらの新動力と比べると）エネルギー効率が悪く対重量比出力が低いこと、起動・停止に手間がかかることなどが災いして、地位の低下を余儀なくされた。
大型化にシビアな制限のある小型の移動機関、特に自動車については早期に内燃機関に移行した。自動車ほど小型軽量化にシビアではない機関車は、20世紀中盤まで蒸気機関車が主役の座にあり続けたが、それもその後減少し、21世紀になる頃には世界的に見てもごくわずかなところに残るにすぎなくなっていた。なお、大きさや起動・停止の手間などが問題にならない大型のシステムについては、1884年にチャールズ・アルジャーノン・パーソンズによって蒸気タービンが実用化されるとレシプロ蒸気機関から蒸気タービンへの移行も発生した。発電用としては、大規模な発電プラントではおもに蒸気タービンが用いられ、規模の小さいプラントや移動用施設ではディーゼルエンジンやガスタービンが使用されるという形で特性に応じた住み分けが生じている。そのガスタービンなどの高温な排気ガスによりボイラーで蒸気を生み出し、発電機付き蒸気タービンを廻して発電量を増やし熱効率を向上させる、コンバインドサイクル発電は今日普通に見られる。外燃機関特有の熱源の多様性は蒸気機関のメリットとして現在も有効であり、原子力発電やRDF、ごみ焼却場の廃熱を利用して発電に用いられている。
また、大型船舶用としては、レシプロ蒸気機関は蒸気タービンに対しては負荷変動への適応性の高さと保守の容易さが、内燃機関に対しては燃料の多種性（石炭を使用でき、石油系資源に依存しない）が優位性を持ち、20世紀中盤までは共存状態が続いた。しかしながら民間の船舶に比べ高速・高出力を求められる軍艦においては、20世紀に入って以降、急速に蒸気タービンへの移行が進んだ。キヤードタービン、あるいはエレクトリック推進の普及で、効率と負荷変動への適応性が増した事で、その傾向に拍車がかかった。船舶分野では内燃機関は、信頼性が劣る事もあり、20世紀中頃までは傍流であった。しかしながら、その後の技術の発展により信頼性が増した内燃機関は、小型船舶からはじまり、次第に大型船舶までも置き換えていった。大型軍艦用としては蒸気タービンの能力は、発達著しい内燃機関に劣るものではなかったが、内燃機関を用いる船舶と燃料を統一し軽油を用いる必要性から、燃料の多様性のメリットが失われ、かつ軽油は蒸気タービン用としては揮発性の高さから爆発燃焼事故を招くなどの問題があり、次第に用いられなくなった。水上軍艦或いは民間船舶のガスタービン化と併せ、高温な排ガスからボイラーで発生した水蒸気で蒸気タービンを廻し動力なり電力を得る、COGESも見られる様になった。ただし原子力推進の軍艦においては、蒸気タービンが唯一の選択肢として用いられている。一部の航空母艦に艤装された蒸気カタパルトは、回転出力でなく直動出力を得るレシプロ蒸気機関の一種である。
また石油ショックを契機としたディーゼルエンジンの燃費効率の上昇から、民間船舶は概ねこれに切り替わった。
Mk50 (魚雷)等一部の魚雷においては、ヴァルター機関系を含む、閉サイクル蒸気タービン機関等が現役である。同様に非大気依存推進潜水艦の一部に、ヴァルター機関系の閉サイクル蒸気タービンが検討・試作された事がある。
液体燃料ロケット用ターボポンプの一部は、エキスパンダーサイクルの場合は外燃機関として蒸気（水蒸気とは限らない）タービンで駆動され、液体水素・液体酸素燃料タップオフサイクルの場合は内燃機関として燃焼ガスによる水蒸気タービンで駆動される。

### 日本の蒸気機関の歴史
日本では幕末の1853年にロシア帝国のエフィム・プチャーチンが来航し、蒸気で走る模型を披露したり、1854年にアメリカのマシュー・ペリーが江戸幕府の役人の前で模型蒸気機関車の走行を実演した記録がある。また、嘉永6年（1853年）、佐賀藩の精錬方であった田中久重、中村奇輔、石黒寛二らによって外国の文献を頼りに軌間130mmの蒸気機関車や蒸気船の雛型 (模型) が製作された。また、加賀の大野弁吉が蒸気機関車の模型を作った記録がある。さらに同時期に長州藩の中島治平が長崎で購入したか木戸孝允がパリで購入したと伝えられるナポレオン号が山口県立山口博物館に保存されている。これらの機関車は2003年に国立科学博物館で開催された江戸大博覧会で展示された。
佐賀藩以外にも宇和島藩で伊達宗城が蒸気船の模型を軍学者である大村益次郎とちょうちん屋の嘉蔵(前原巧山)に作らせたとする記録があり、日本では実物よりも先に模型の方が完成したことにより、実物の導入以前に既に蒸気機関の原理や構造への理解が習得されていた。その後、明治維新・文明開化を経て国内でも産業革命が発生、普及していったが、第二次世界大戦後は内燃機関の普及や動力近代化計画の進行と共に衰退した。現在では一部の保存団体や愛好家によって維持されたり、教育目的や懐古趣味による模型が作られている。

## 分類

### 単動式
単動式蒸気機関とはピストンの下がる時、或いは上がる時のみに蒸気が供給され力を出す蒸気機関である。単式蒸気機関とは異なる。

### 複動式
複動式蒸気機関とはピストンが下がる時だけでなく上がる時にも反対側から蒸気が供給される事により出力する。同じシリンダ径の場合、単動式よりも高出力だが、蒸気の消費量は倍増する。複式蒸気機関とは異なる。

### 単式
一度使用した蒸気は再利用せずに放出される。単動式蒸気機関とは異なる

### 複式
一度利用した蒸気を低圧シリンダで再度膨張させる事によって利用する。低圧シリンダの方が直径が大きい。三段膨張機関、四段膨張機関もあった。
膨張段数を増やす事によって単式機関よりもエネルギー効率が高まった。複動式蒸気機関とは異なる。

### ユニフロー式
吸気口が上死点側にあり蒸気の流入のみを受け持つ。下死点側に排気口があり排気のみを受け持つ。蒸気は常に吸気口から排気口へ一方方向へ流れるのでこの名称で呼ばれる。

### 定置式
定置式蒸気機関は主に揚水や工場の動力等に使用された。揚水用の蒸気機関はクランクがなく往復運動を利用してポンプで水をくみ上げる。

### 可搬式
移動して運転する事が出来る蒸気機関で農業などで使用された。搭載される動力で自走できる機能を持つものもあった。

## リード
蒸気機関におけるリードとは死点に達する直前に吸気口が開き蒸気が流入する事である。リードが大きいと始動が困難になる。一般的に運転中は変えられない。

## ラップ
蒸気機関におけるラップとは流入する蒸気を下死点に達するよりも早く締め切る事である。ラップが大きい方が蒸気の利用効率は高まるが始動は困難になる。一般的に運転中は変えられない。

## カットオフ
蒸気機関におけるカットオフとは蒸気が流入して回転力が最大に達した時点で吸気弁を締め切る事である。回転速度に応じてカットオフは変えることが可能である。

## 応用
18世紀初頭以来、蒸気機関は動力源としてさまざまな分野で使われた。最初は蒸気ポンプなど簡単なものが多かったが、19世紀に入ると蒸気船、蒸気機関車など大規模な輸送機械として人類の生活に無くてはならないものとなった。
なお、蒸気船・蒸気機関車に関しては、レシプロ式蒸気機関のものだけではなく、蒸気タービンを用いたものも存在する。

## 開発者
- アレクサンドリアのヘロン
- エドワード・サマセット（ウスター侯爵） - 1650年頃に、蒸気による揚水機を製作したといわれている人物
- ドニ・パパン
- トーマス・セイヴァリ
- トーマス・ニューコメン
- ジェームズ・ワット
- ニコラ＝ジョゼフ・キュニョー
- リチャード・トレビシック
- ジョージ・スチーブンソン
- マーク・イザムバード・ブルネル
- イザムバード・キングダム・ブルネル
- ロバート・フルトン
- チャールズ・アルジャーノン・パーソンズ